# 庶妃
庶妃是中国古代後宮中低級嬪妃的一種称谓，但除清初以外，庶妃只是統稱，而非正式位號。後宮品軼，編製歷朝歷代雖大略近似，然而在名目上和數量上並不相同。

## 清朝以前
隋唐時期設內廷主位，嬪，婕妤，美人，才人，自嬪以下即是庶妃。才人之下為秀女，不被列為皇室宗譜之內。明朝后宫在皇后以下设置皇贵妃、贵妃、妃、嫔，自嬪以下有冊封位號的皇帝妾室即可视为庶妃，包括有貴人、美人、女子等称号。这些女性虽然已被承認為妃嬪，並非一般宮人身份，但不单独安排宫殿居住，不举行册封典礼，待遇較舉行正式冊封典禮的妃嬪低。她们如非为皇帝殉葬而死，死后只能用火焚烧。被成化帝废黜为庶人的皇后吴氏，就因为没有了妃嫔的身份，死后几乎被焚尸。只有獲得嫔位甚至妃位的认可追赠，方可得到皇室妃嫔的丧葬祭奠礼仪，如嘉靖帝杨常嫔、万历帝王僖妃等，家眷也能得到作为外戚的官爵赏赐。

## 清朝初年
清兵入关前，后金後宮體制並未完備。和明朝后宫奉行的嫡庶分明的一夫一妻多妾制不同，后金时满洲贵族奉行一夫多妻多妾制，贵族的诸位妻子皆称福晉，其下有多种称谓。后金後宮體制實際上由福晉制度演化而成。努尔哈赤妻子中地位较高的称「大福晉」，后世翻译为皇后。其余的福晋，即众福晋，后世称诸妃或侧妃，而庶妃則源自福晋之下的所有妾室和婢妾，包括小福晋（ajige fujin）、小妻（buya sargan）在内。根据努尔哈赤小妻塔因查的例子，晋升为小福晋就有与努尔哈赤同桌吃饭的权力。
皇太極稱帝後，崇德年间册立五宫福晋，其中一位国君福晋，两位大福晋，两位侧福晋。中宫福晉汉语称之皇后，大福晋、側福晉稱為妃。其下则是庶妃。入关后编撰的官方文献中，所称的努尔哈赤、皇太极的庶妃，其对应的满文为buya fujin。
康熙朝时，宫中不再用福晋、格格称呼康熙帝的嫔御，但由于册封制度不完善，嫔御在宫中享受妃嫔待遇，无正式册封亦为常见。清兵入关后，沿袭至清朝灭亡时，清朝贵族所称的嫡福晉就如漢族的正妻，側福晉則如漢族的良妾，其地位只較正福晉稍低，庶福晉就如漢族中的賤妾，地位低下，其地位好不了婢妾多少。按滿族規定正福晉、側福晉須經冊封，而庶福晉則不需要，因此庶妃也鮮見被冊封，其地位也如庶福晉一樣低下。正因出身低下，清朝后宫中的庶妃能晉為皇妃者甚為罕見，其中只有順治年間康熙帝生母佟妃晉為康妃（因康熙帝出過天花具有免疫力而被選為繼承人，母憑子貴被破格提升。)及康熙年間皇長子胤禔生母惠妃納喇氏（因庶妃出身，其地位乃較一般皇妃為低）二人，其餘均為後代晉尊且無一人晉尊為妃。正是因為地位低微庶妃沒有可能被晉尊為皇太妃，也沒有皇太庶妃之封，絕大多數庶妃結果沒有得到尊封，天聰朝、順治朝所有庶妃全不獲尊封，康熙朝僅有四位庶妃獲世宗時晉尊為皇考貴人，高宗時再晉尊為皇祖嬪，其餘一律沒有被晉尊。皇太極時皇子皇女的生母多為庶妃；順治年間六位皇女及皇子常寧、奇授等的母親均為庶妃；康熙年間的庶妃主要有皇長女母張氏、固倫恪靖公主母郭絡羅氏、和碩愨靖公主母袁氏、十一公主母王氏、十七皇女母劉氏、皇子胤禧母陳氏。

## 康熙以後
康熙帝以後，後宮制度開始完備，再也不是只有皇后、皇妃、庶妃三級，内廷主位也變成依次為皇后、皇貴妃、貴妃、妃、嬪、貴人、常在、答應，亦如前朝般自嬪以下為庶妃，自高到低即為貴人，常在，答應。

## 备注
1. ↑  杜家骥原文[3]:36：其生母在汉文史料中均作“庶妃”，在满文《玉牒》及满文《满实录》中，其“庶”的身份明确写为buya fujin，译为汉文是“小福晋”，满文的buya——小，是微小、碎小之义。她们所生之“庶子”，则没有汗之子“台吉”的尊贵性称呼。